# Łapicze
Łapicze [waˈpit͡ʂɛ] est un village polonais de la gmina de Krynki dans le powiat de Sokółka et dans la voïvodie de Podlachie. Il se situe à environ 5 kilomètres au sud-est de Krynki, à 29 kilomètres au sud-est de Sokółka et à 46 kilomètres à l'est de Białystok. 